# Mortal Kombat: Shaolin Monks
 (octobre 2019).
Si vous disposez d'ouvrages ou d'articles de référence ou si vous connaissez des sites web de qualité traitant du thème abordé ici, merci de compléter l'article en donnant les références utiles à sa vérifiabilité et en les liant à la section « Notes et références ».
Mortal Kombat: Shaolin Monks est un jeu vidéo d'action/aventure déconseillé aux moins de 16 ans, de la série Mortal Kombat. Il est sorti le 28 octobre 2005 en France sur PlayStation 2 et sur Xbox. Ce Mortal Kombat est un remake de Mortal Kombat II

## Scénario
Au cours du dernier Mortal Kombat le sorcier Shang Tsung a bien failli gagner, mais un tremblement de terre a changé la donne et il s'est enfui. Liu Kang et Kung Lao sont prisonniers de l'île qui va être engloutie.

## Système de jeu
Ce Mortal Kombat est un jeu de plate-forme. Mortal Kombat Shaolins Monk est le seul jeu de la série Mortal Kombat où tout le déroulement du jeu est une suite d'aventure. Il faut évoluer dans les différents mondes pour terrasser Shang Tsung une fois pour toutes. Il est possible de faire la quête à deux joueurs.
Vous n'avez le choix qu'entre deux personnages au début (Kung Lao ou Liu Kang). Tout au long du jeu, Raiden est votre guide. Vous pouvez débloquez Baraka, Kitana, Johnny Cage, Reptile, Scorpion et Sub-Zero en progressant dans le jeu (Dans le mode duel).
Vous pouvez aussi jouer en Co-Op (Cooperation), dans lequel vous prendrez part à l'aventure à 2 joueurs.
Le Mode Bonus vous permet de jouer à Mortal Kombat 2.
La version Nintendo GameCube a été annulé (cause de l'annulation) capacité de stockage disque Mini DVD pour la console insuffisant soit 1,5Go

## Personnages

### Liste
- Shang Tsung: personnage emblématique. Il a le pouvoir de devenir qui il veut.
- Liu Kang: héros de l'histoire, doit sauver le monde.
- Kung Lao: héros. Aide Liu Kang.
- Raiden: Guide des héros. Il leur donne des conseils.

Personnages bonus
- Scorpion : personnage bonus déblocable pour le mode kombat et le mode histoire en terminant le jeu avec Liu Kang comme personnage principal.
- Sub-Zero : personnage bonus déblocable pour le mode kombat et le mode histoire en terminant le jeu avec Kung Lao comme personnage principal.

### Voix françaises
- Anne Rochant
- Antoine Tomé : Sub-Zero
- Christophe Lemoine
- Gérard Dessalles : Shao Kahn
- Marc Alfos
- Martial Le Minoux
- Patrice Melennec : Jax Briggs
- Patrick Borg : Shang Tsung
- Pierre Tessier : Liu Kang
- Serge Thiriet
- Susan Sindberg
- Sylvain Lemarié
- Thierry Kazazian
- Tony Joudrier : Kung Lao